# گمینا کوتلین
گمینا کوتلین (به لهستانی:  Gmina Kotlin) یک گمینا در لهستان است که در شهرستان یاروچین واقع شده‌است. گمینا کوتلین ۸۴٫۰۸ کیلومتر مربع مساحت و ۷٬۱۲۴ نفر جمعیت دارد.